# Petr Chelčický
Petr Chelčický (asi 1379, Chelčice u Vodňan – asi 1460) byl spisovatel, překladatel a radikální český teolog, náboženský a sociální myslitel, je považován za jednoho z nejvýznamnějších představitelů české reformace.
Jméno Petr Chelčický je jen literárním pseudonymem. Český historik F. M. Bartoš jej ztotožnil se zemanem Petrem Záhorkou ze Záhorčí (nyní součást Chelčic), který se narodil asi v roce 1379 a zemřel ve 2. třetině 15. století. Toto ztotožnění je považováno za nejpravděpodobnější hypotézu.

## Život a názory
Pocházel pravděpodobně z nižší venkovské šlechty, zastával názor, že správný křesťanský život může člověk vést pouze prací v zemědělství. To, že mohl žít v letech 1419–1421 v Praze, jeho znalosti latiny a čas, který mohl věnovat literatuře, politice a náboženství, nasvědčují tomu, že asi nemohl být prostým poddaným, pracujícím v zemědělství. Ačkoli Chelčický neměl univerzitní vzdělání, měl základní znalosti latiny, byl velice sečtělý, rozsahem a hloubkou svých znalostí vysoce převyšoval naprostou většinu svých současníků. Ve svých literárních dílech vedl kritický dialog s vůdčími mysliteli své doby. Ovlivnilo ho především učení Jana Husa a Jana Viklefa, ale i Tomáše Štítného.
Je známo, že osobně navštívil svého učitele Jakoubka ze Stříbra na Betlémské faře a své rozdílné názory na ospravedlnění války zahrnul do svého spisu „O boji duchovním“ (1421). V teologické rozepři dvou proudů husitství, která vyvrcholila diskusí Mikuláše Biskupce z Pelhřimova s Janem Rokycanou, stál Petr Chelčický na straně Biskupcově.
Chelčického učení zahrnují myšlenky, které později přijala Jednota bratrská, anabaptisté, kvakeři a baptisté. Byl prvním pacifistickým spisovatelem renesance, který předběhl Erasma Rotterdamského a Menna Simonse téměř o sto let.

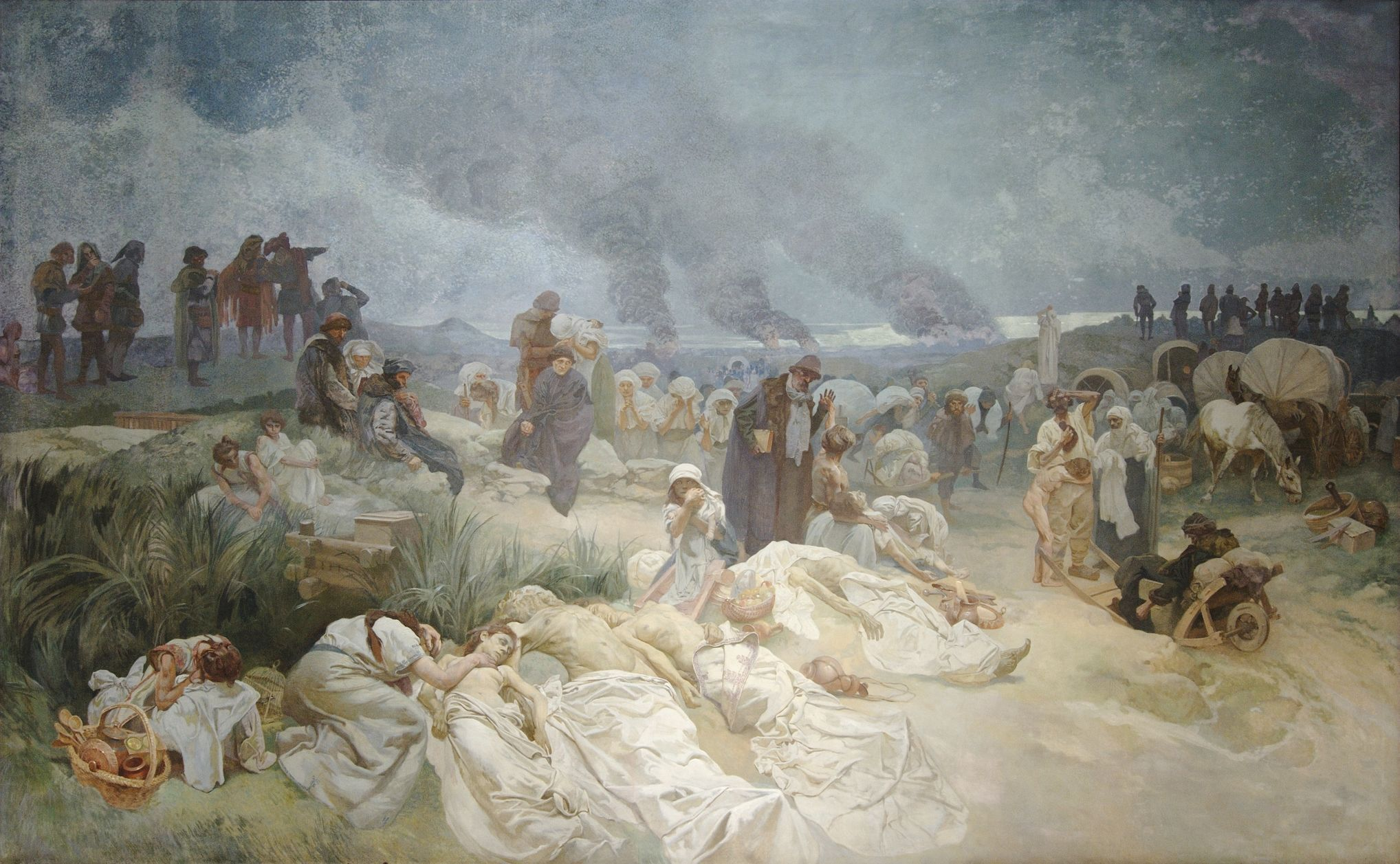
Obraz Petr Chelčický z cyklu Slovanská epopej od Alfonse Muchy, 1914

Ve svých teologických a sociálních názorech byl Petr Chelčický radikální, kritizoval například feudalismus nebo klerikalizaci církve, byl proti náboženskému zdůvodňování války, vystupoval proti trestu smrti atd. Jeho kritika, zdůvodňovaná především texty evangelií, odráží hlubokou sociální a sociologickou myšlenkovou práci i dobrou intuici.
Petrovi náboženští dědicové založili ke konci jeho života v Kunvaldu Jednotu bratrskou – intencionálně minoritní křesťanské společenství, které přinejmenším v počátcích připomínalo náboženskou pacifistickou komunu.
Spisy Petra Chelčického významně ovlivnily spisovatele a filosofa Lva Tolstého a nepřímo Gándhího, Martina Luthera Kinga, Nelsona Mandelu i T. G. Masaryka.
Pro radikalitu svých názorů, které stranily prostému lidu, bývá Petr Chelčický občas označován za prvního českého anarchistického myslitele. Ve spisu „O trojím lidu“ však v podstatě, jako první, odsuzuje „třídní boj“.
Chelčický jako reformátoři čeští vůbec důraz klade na etickou stránku, nikoli na učení, a tudíž zejména se rozcházel od církve své doby učením o církevním zřízení společnosti. Pokládal církev za pokaženou tím, že přijala dar Konstantinův. Tím se mu zdálo, že se církev stala světskou... (...) Důležité a zejména pro dobu charakteristické jest především a hlavně, že jest laik, a jako laik troufá si rozhodovati o věcech duchovních. Tím se ovšem naprosto postavil proti scholastikům... (...) Konečně ještě jednou budiž vzpomenuto, že své učení osnoval hlavně v etice, po mravní stránce, a že tudíž v učení o zřízení společnosti má největší důležitost. Můžeme směle říci, že Chelčický je nejvýznačnější osobnost své doby, a při všech slabostech jedna z nejlepších hlav tehdejší doby vůbec.
Tomáš Garrigue Masaryk, Velicí mužové

## Dílo
Jeho díla jsou obhajobou nenásilí a všeobecnou kritikou světskosti. Psal především traktáty. Veškeré dílo Petra Chelčického je psáno česky.
- O boji duchovním – neuznává násilí, odmítá všechny války, včetně husitských, protože se řídí zásadou nezabiješ. Hlásá křesťanskou pokoru, boj proti ďáblovi.
- O trojím lidu – odsoudil dělení společnosti na tři stavy (panstvo, kněží a robotný lid). Základem byla Bible, kde se hlásala rovnost lidí
- Řeč o základu zákonů lidských
- Sieť viery pravé – traktát, síť symbolizuje náboženství a církev, ty mají chránit věřící. Síť trhají králové, papež a císař – popsáni jako velryby. Líčí zde svoji představu o ideální církvi. Dílo je složeno z asi 50 malých traktátů, které se vztahují k určitým osobám, kritika míří na konkrétní osoby a patří k nejradikálnějším ve své době. Osou celého rozsáhlého textu je promýšlení interpretačních obtíží pasáže z Pavlovy Epištoly Římanům 13,1-7, která hlásá nutnost křesťanů být loajální ke světské moci, dodržovat zákony a platit daně.
- Postilla – sbírka kázání, podobně jako v Sieti viery pravé odmítá jiný než duchovní boj proti představitelům zla.

Dále se zachovalo větší množství (přes 50) drobných traktátů, pojednávajících převážně o náboženských otázkách.

## Odkazy

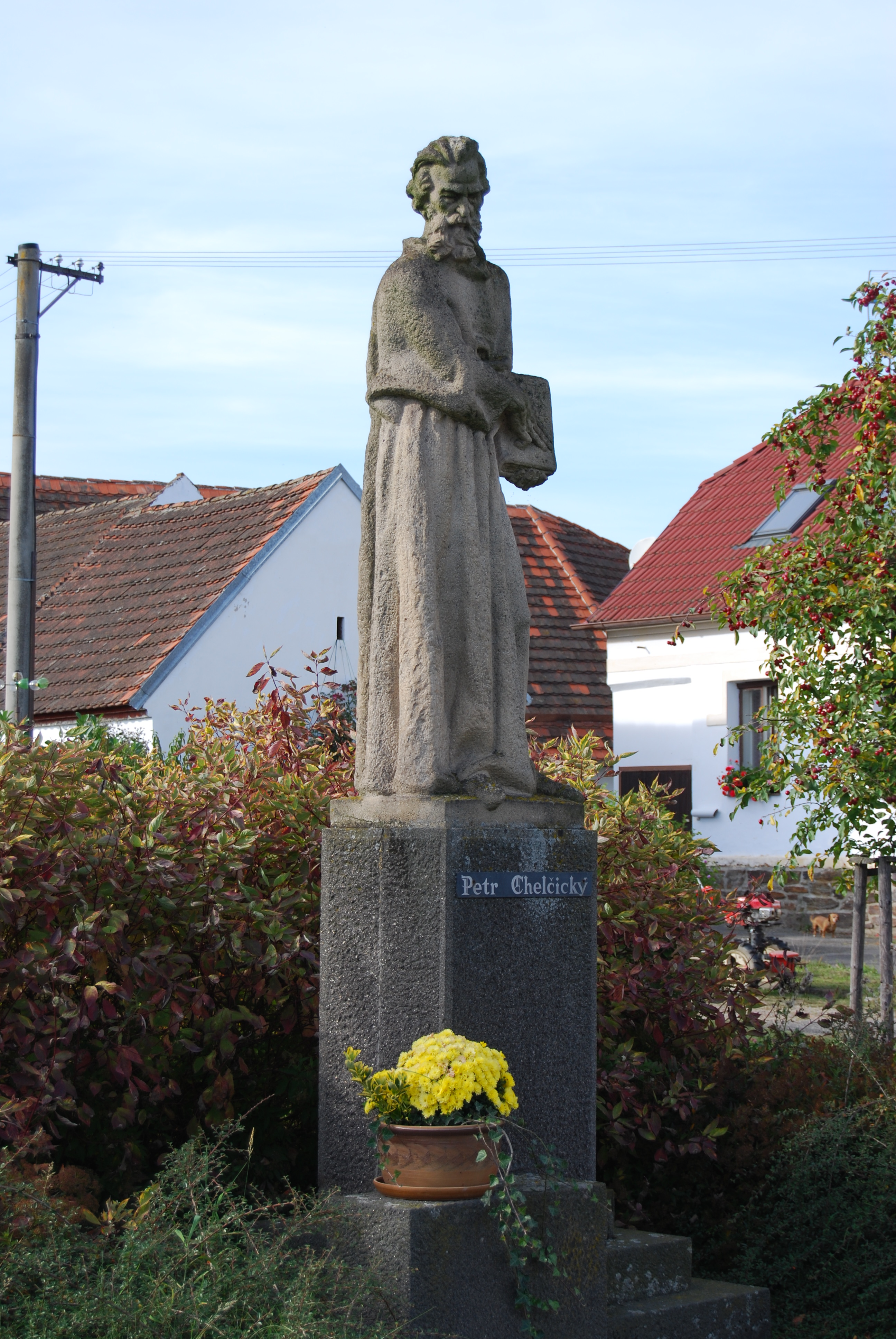
Pomník Petra Chelčického v Chelčicích